# Julian Adams
Julian Adams est un réalisateur, acteur et scénariste américain.

## Biographie
Fils de Weston Adams et d'Elizabeth Nelson Adams, il est né à Columbia, en Caroline du Sud. Il a passé son enfance en Caroline du Sud et au Malawi, en Afrique. Il a fréquenté des écoles à Lilongwe et Blantyre, au Malawi. Adams est diplômé en beaux-arts de l'université du Sud et a également obtenu un master en architecture à l'Institut de technologie de Géorgie.

## Filmographie sélective

### comme réalisateur
- 2005 : Strike the Tent

### comme acteur
- 2005 : Strike the Tent : Robert Adams
- 2013 : Phantom de Todd Robinson : Bavenod
- 2019 : The Last Full Measure de Todd Robinson